# 鉄砲出入口

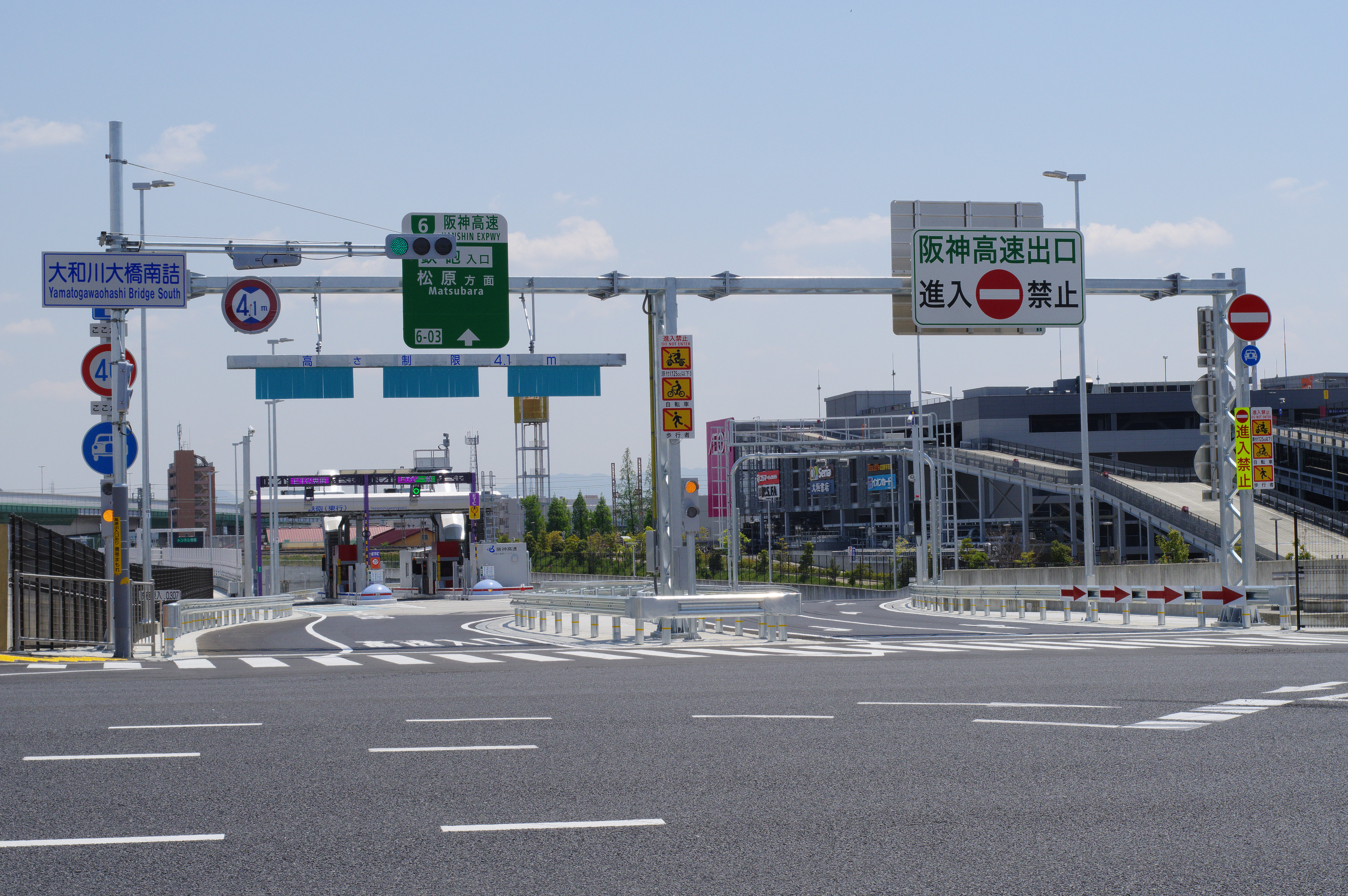
松原方面出入口

鉄砲出入口（てっぽうでいりぐち）は、大阪府堺市堺区にある阪神高速道路6号大和川線の出入口。三宝方面、松原方面の両方向のランプが供用されている。また同出入口付近で阪神高速15号堺線とのジャンクション（仮称：大和川第一JCT）の構想が存在するが、事業化には至っていない。

## 歴史
- 2017年（平成29年）1月28日 : 三宝出入口/JCT - 鉄砲出入口間開通に伴い供用開始[1]。
- 2020年（令和2年）3月29日 : 鉄砲出入口 - 三宅西出入口間開通[2]。

## 料金所

### 鉄砲（東行）料金所
- ブース数：2
  - ETC専用 : 1
  - ETC/一般：1

### 鉄砲（西行）料金所
- ブース数：2
  - ETC専用 : 1
  - ETC/一般：1

## 周辺
- 大和川
- 七道駅
- イオンモール堺鉄砲町

### 乗り継ぎ
2024年6月1日の料金制度改定に合わせて、本出入口と15号堺線住之江出入口間の乗り継ぎ制度がETC車限定で導入された。乗り継ぎ時間は30分以内で、導入当初は20時 - 翌6時の時間限定とされている。

## 隣
阪神高速6号大和川線
(6-01)三宝出入口/JCT - (6-02,6-03) 鉄砲出入口 -  (6-04,6-05)常磐出入口